# Maria Antónia Cabral
Maria Antónia Cabral (14 de outubro de 1926, Lisboa, Portugal), conhecida pelo pseudónimo Bixa, é uma artesã, ilustradora e desenhadora de banda desenhada portuguesa.

## Biografia
Nascida a 14 de outubro de 1926, em Lisboa, de seu nome completo Maria Antónia Roque Gameiro Martins Barata Pereira Cabral, era filha do casal de artistas portugueses Màmia Roque Gameiro e Jaime Martins Barata, sendo, pelo lado materno, neta do aguarelista Alfredo Roque Gameiro e sobrinha dos pintores e escultores Raquel Roque Gameiro Ottolini, Manuel Roque Gameiro, Helena Roque Gameiro Leitão de Barros e Ruy Roque Gameiro. Era também a primogénita dos quatro filhos do casal, tendo como irmãos mais novos: Alfredo, Maria da Assunção e José Pedro Martins Barata. Devido à sua timidez, em pequena, quando a sua família recebia visitas em casa, escondia-se dos convidados nos sítios mais recônditos, como na casota do cão, recebendo a alcunha de "Bixa" pelo seu pai. O seu interesse pela criação artesanal de registos de arte sacra ou relíquias terá começado ainda criança.
Crescendo no seio da família artística Roque Gameiro, conhecida como a Tribo dos Pincéis, entre 1937 e 1944, frequentou o Liceu Pedro Nunes e completou os seus estudos com o curso de Arquitectura na Escola Superior de Belas-Artes de Lisboa (ESBAL), em 1950, integrando a lista das primeiras 10 mulheres a licenciarem-se em Arquitectura em Portugal.
Decidida a seguir uma carreira artística e a assumir a alcunha que o seu pai lhe dera anos antes, durante a década de 1940, Maria Antónia Cabral começou a assinar sob o pseudónimo de "Bixa" e a colaborar como autora e desenhadora de banda desenhada no jornal infantil para o público feminino Lusitas (1943-1956), dinamizada pelas editoras e irmãs Maria Alice Andrade Santos e Maria Teresa Andrade Santos, conhecida como Mitza. Anos mais tarde, fruto da sua bem sucedida colaboração, foi convidada pelas mesmas a participar na revista de banda desenhada portuguesa Fagulha (1957-1974), realizando inúmeras histórias e ilustrações até ao encerramento desta. Sendo ambas as revistas propriedade do Comissariado Nacional da Mocidade Portuguesa, para além de publicarem diversos contos infantis, histórias com lições de moral para os mais pequenos ou as peripécias de "Laçarote e Pantalonas", o seu duo mais conhecido, entre outros protagonistas recorrentes, alguns dos seus trabalhos retratavam a vida de personalidades históricas ou eventos marcantes da História de Portugal, como a Reconquista Cristã, os Descobrimentos, as batalhas de D. Nuno Álvares Pereira ou a vida de Santo António, evocando o sentimento de patriotismo do Estado Novo. Durante esse mesmo período, também colaborou no boletim mensal da Mocidade Portuguesa Feminina e na revista Menina e Moça (1947-1962).
Em 1952, casou com Joaquim d'Aguiar Pereira Cabral (1925-2020), arquitecto e proprietário de uma oficina de artes-gráficas, com o qual teve seis filhos.
Após 1974, Maria Antónia Cabral retirou-se do mundo da banda desenhada, somente voltando a publicar quando desenhou e pintou a sua autobiografia em 1993, sendo apresentada a obra numa sessão de homenagem à artista durante a Tertúlia BD de Lisboa.
Em 2023, com 97 anos de idade, inaugurou no auditório da Junta de Freguesia de Benfica, em Lisboa, uma exposição em nome individual de registos e relicários. A venda de trabalhos minuciosos e artesanais de Arte Sacra, desenvolvidos como um passatempo pela artista, revertia para a Fundação AIS (Ajuda à Igreja que Sofre).

## Legado e Homenagens
Em 2003, Maria Alice Andrade Santos e Maria Antónia Cabral foram homenageadas com a atribuição do Troféu Honra do Festival Internacional de Banda Desenhada da Amadora (FIBDA, actual Amadora BD).

## Obras Publicadas
Revista Lusitas (1943-1957)
- O Lençol maravilhoso - 12 episódios (1944-1945)
- As aventuras de Joãozinho - 6 episódios (1945-1946)
- Aventuras da Maria Rita no país das meninas mentirosas - 4 episódios (1946)
- História duma peça de chita - 3 episódios (1946)
- Estrela do Mar - 13 episódios (1947)
- História da Mélita e a formiga - 17 episódios (1947-1948)
- 9 Crianças... - 23 episódios (1948-1949)
- À descoberta da Vida - 21 episódios (1948-1949)
- Aventuras de Pantalim Calçudo - 2 episódios (1947-1948)
- No mundo dos espelhos - 7 episódios (1949)
- 3 de braço dado - 92 episódios (1949-1954)
- Senhora do manto negro - 4 episódios (1950)
- O rapazinho da lenha - 9 episódios (1953)
- História dos três filhos do elefante - 3 episódios (1953)
- Novas aventuras do rapazinho da lenha - 15 episódios (1954)
- Laçarote e Pantalonas - 87 episódios (1954-1957)
- Pequenas histórias I  (O sonho da princesa; A árvore e o regato; As diabruras de uma formiga branca; O manto do rei tempo; O Tonico e os palhaços; A Maria Bonita; Tudo o que Deus fez é lindo; Domingo à tarde, no jardim; Paz aos homens de boa vontade; O velho, o homem e o menino; O destino de um raio de Sol; As rosas da Irmã Inêz; A rã e as águias; Dar de comer a quem tem fome; Três taças e três cidades; O homem e o barro; A barca, a rocha e a onda)
- Pequenas histórias II  (O harmónio do senhor Mateus; Pedras da calçada; Meninas de saia rodada; Balada das infantas desterradas; Senhora dos olhos verdes, senhora dos olhos tristes; Três meninas à beira dum lago; As três nascentes do caminho; Cravos de Junho; Porque é que os ribeiros falam, as árvores gemem e as rochas são mudas?)
- Pequenas histórias III  (Lenda da espuma da gaivota e do búzio; História das pombas que voltaram ao pombal; História do claustro da hera e do cavaleiro; Apenas uma flor!; História do ribeiro da mata; Em busca das coisas que brilham; O retrato da Carlota; A coragem da princesa feia; Meninos e balões; Pequerrucha; A noiva do André Valente; Lenda da neve; Lusita loirinha de dois palmos; A vida das coisas, a vida das meninas e o rodar do tempo)
- Pequenas histórias IV  (Meninos do coro; História das quatro mouras encantadas; Esperteza do dom caracol; O dia dos anos do Menino Jesus; Tristão; A insatisfeita; Aquela boneca loira; Finezas e "Pat' ó léu")
- Pequenas histórias V  (A garota dos passarinhos; O vestido da Julinha; Os tamancos do Quim; O boneco de neve; As pêras do Ti Zé; Rodolfo e o cisne negro; A pincesinha da terra; Quando vieram os palhaços; A árvore seca; Depois do exame)
- Pequenas histórias VI  (O bibe de riscado aos quadradinhos; A Lenita chegou atrasada; O mistério do castelo antigo; O cavalo de pasta; A torre de furocéu; A lenda das rosas; A lenda das campainhas; Diabruras de Paulo; Meia noite; A história da rosa)
- Pequenas histórias VII (História do vaso encantado; A velha matreira que venceu a lazeira; O cofre enterrado no moinho e o tesouro escondido; Era uma vez uma toalha; História das três filhas do rei; A senhora formiga foi entrevistada; Uma entrevista sensacional; Afinal é muito bom ser rapazinho)

Revista Fagulha (1958-1974)
- O Infante das descobertas - 11 episódios (1960)
- Uma casa misteriosa - 2 episódios (1961)
- Vésperas de campeonato - 13 episódios (1962)
- Férias na Quinta da Fuga - 10 episódios (1962)
- O bolor maravilhoso - 4 episódios (1963)
- O fantasma do convento - 5 episódios (1964)
- Gonçalo e a Ponte - 6 episódios (1965)
- A Rainha do Circo - 3 episódios (1965)
- O Enigma da Velhota Inglesa - 13 episódios (1966)
- Uma canção de Natal - 2 episódios (1966)
- Não há rapazes maus - 12 episódios (1967)
- Aleluia - 13 episódios (1968)
- Manhã de Sol - 4 episódios (1968)
- Rosália ou a chave doirada - 24 episódios (1969-1970)
- O homem do guarda-chuva - 15 episódios (1970)
- O deserto florido - 31 episódios (1970-1972)
- Uma cruz no coração - 26 episódios (1972-1973)
- Um sábio de coração grande: Louis Pasteur - 8 episódios (1974)

Curriculum de uma desenhadora-amadora de BD (autobiografia, 1993)

## Exposições
- 1997 - Exposição Banda Desenhada Portuguesa, 1914-1945 (Fundação Calouste Gulbenkian, Lisboa)[14]
- 2000 - Exposição Banda Desenhada Portuguesa, Anos 40 - Anos 80 (Fundação Calouste Gulbenkian, Lisboa)[15]
- 2023 - Exposição de Registos Relicários (Forúm Grandella, J.F. São Domingos de Benfica, Lisboa)[16][17]